# Uroteuthis noctiluca
Uroteuthis noctiluca är en bläckfiskart som först beskrevs av Lu, Roper och Tait 1985.  Uroteuthis noctiluca ingår i släktet Uroteuthis och familjen kalmarer. Inga underarter finns listade i Catalogue of Life.